# Alvin Ceccoli
Alvin Warren Ceccoli (* 5. August 1974 in Sydney) ist ein australischer Fußballspieler.

## Karriere

### Verein
Ceccoli begann seine Karriere bei Wollongong Wolves, wo er von 1995 bis 1999 spielte. Danach spielte er bei AEK Athen, Parramatta Power, Dapto FC, Sydney FC, Avispa Fukuoka und Central Coast Mariners.

### Nationalmannschaft
Im Jahr 1998 debütierte Ceccoli für die australische Fußballnationalmannschaft. Er wurde in den Kader der Ozeanienmeisterschaft 1998 berufen. Er hat insgesamt sechs Länderspiele für Australien bestritten.

## Errungene Titel
- National Soccer League: 1999/00, 2000/01
- A-League: 2005/06